# 育馬者盃
育马者杯，全称育马者杯世界锦标赛（Breeders' Cup World Championships），是一年一度的一级纯血马系列赛事，由1982年成立的育马者杯有限公司（Breeders' Cup Limited）运营。从1984年创办，到2006年，它一直是单日赛事；从2007年开始，它扩展为双日赛事。除了1996年在加拿大伍德宾赛马场举行外，所有比赛地点均在美国。

## 歷史
1980年代初，鑒於美國賽馬活動的歡迎程度下降，馬主及馬匹生產者John R. Gaines想出一天內舉行多項一級賽事的節日來吸引馬迷，於是在1982年成立了育馬者盃有限公司，負責籌辦育馬者盃賽事。首屆於1984年舉行。初時，設立了七項賽事：包括新馬大賽、雌馬新馬大賽、短途、一哩、草地及經典七項賽事，吸引了美國各地的馬匹之外，還吸引了以歐洲為首的外地馬匹參與。
此賽事影響了美國國內其他主要賽事，例如華盛頓DC國際賽，由於出馬的水平下降，導致兩度需要更改路程；最後在1994年，舉行最後一次賽事後停辦。
- 1996年：首次於加拿大活拜馬場上舉行。
- 1999年：新設雌馬限制賽事的雌馬草地大賽。
- 2007年：一次性增加了多項比賽，包括增設了新馬雌馬草地、新馬短途、新馬草地、泥地一哩四項賽事；在兩天裡進行。
- 2008年：於聖雅尼塔馬場上舉行泥地賽，首次於全天候跑道上舉行[1]。，並增加了兩項三歲或以上馬匹舉行的比賽，分別是草地短途及馬拉松兩項賽事[2]。
- 2011年：新增育馬者盃兩歲馬短途大賽（途程是泥地1200米），但到了2012年後結束舉辦。
- 2014年：育馬者盃馬拉松大賽（二級賽，途程是泥地2800米）被剔出育馬者盃系列賽事。

## 出賽條件
馬匹可以透過兩個途徑參與這項賽事。第一，是先參加育馬者盃挑戰賽去取得優先出賽資格。此外，育馬者盃有限公司幹事將會選出其他馬匹參加相關賽事。有關各賽事的詳細資料，可參考育馬者盃挑戰賽和相應賽事之條目。

## 賽事
以下是2024年育馬者盃舉行日程，總共舉行十四場賽事。
第一日（11月1日）
| 賽事名稱                   | 分級   | 出賽限制 | 距離           | 總獎金（美元） |
| -------------------------- | ------ | -------- | -------------- | -------------- |
| 育馬者盃兩歲馬大賽         | 一級賽 | 兩歲     | 1700米（泥地） | 200萬          |
| 育馬者盃兩歲雌馬草地大賽   | 一級賽 | 兩歲雌馬 | 1600米（草地） | 100萬          |
| 育馬者盃兩歲雌馬大賽       | 一級賽 | 兩歲雌馬 | 1700米（泥地） | 200萬          |
| 育馬者盃兩歲馬草地大賽     | 一級賽 | 兩歲     | 1600米（草地） | 100萬          |
| 育馬者盃兩歲馬草地短途大賽 | 一級賽 | 兩歲     | 1000米（草地） | 100萬          |

第二日（11月2日）
| 賽事名稱             | 分級   | 出賽限制       | 距離           | 總獎金（美元） |
| -------------------- | ------ | -------------- | -------------- | -------------- |
| 育馬者盃雌馬短途大賽 | 一級賽 | 三歲或以上雌馬 | 1400米（泥地） | 100萬          |
| 育馬者盃草地短途大賽 | 一級賽 | 三歲或以上     | 1000米（草地） | 100萬          |
| 育馬者盃泥地一哩大賽 | 一級賽 | 三歲或以上     | 1600米（泥地） | 100萬          |
| 育馬者盃雌馬草地大賽 | 一級賽 | 三歲或以上雌馬 | 2200米（草地） | 200萬          |
| 育馬者盃短途大賽     | 一級賽 | 三歲或以上     | 1200米（泥地） | 200萬          |
| 育馬者盃一哩大賽     | 一級賽 | 三歲或以上     | 1600米（草地） | 200萬          |
| 育馬者盃雌馬大賽     | 一級賽 | 三歲或以上雌馬 | 1800米（泥地） | 200萬          |
| 育馬者盃草地大賽     | 一級賽 | 三歲或以上     | 2400米（草地） | 500萬          |
| 育馬者盃經典大賽     | 一級賽 | 三歲或以上     | 2000米（泥地） | 700萬          |

## 舉行地點
- 1984年 - 荷里活園（Hollywood Park）馬場
- 1985年 - 雅佳特（Aqueduct）馬場
- 1986年 - 聖雅尼塔（Santa Anita）馬場
- 1987年 - 荷里活園馬場
- 1988年 - 邱吉爾園（Churchill Downs）馬場
- 1989年 - 灣流園（Gulfstream Park）馬場
- 1990年 - 貝蒙園（Belmont Park）馬場
- 1991年 - 邱吉爾園馬場
- 1992年 - 灣流園馬場
- 1993年 - 聖塔安妮塔馬場
- 1994年 - 邱吉爾園馬場
- 1995年 - 貝蒙園馬場
- 1996年 - 活拜（Woodbine）馬場
- 1997年 - 荷里活園馬場
- 1998年 - 邱吉爾園馬場
- 1999年 - 灣流園馬場
- 2000年 - 邱吉爾園馬場
- 2001年 - 貝蒙園馬場
- 2002年 - 雅靈頓園（Arlington Park）馬場
- 2003年 - 聖雅尼塔馬場
- 2004年 - 孤星園（Lone Star Park）馬場
- 2005年 - 貝蒙園馬場
- 2006年 - 邱吉爾園馬場
- 2007年 - 萬滿園（Monmouth Park）馬場
- 2008年 - 聖雅尼塔馬場
- 2009年 - 聖雅尼塔馬場
- 2010年 - 邱吉爾園馬場 [3]
- 2011年 - 邱吉爾園馬場
- 2012年 - 聖雅尼塔馬場
- 2013年 - 聖雅尼塔馬場
- 2014年 - 聖雅尼塔馬場
- 2015年 - 堅蘭（Keeneland）馬場
- 2016年 - 聖雅尼塔馬場
- 2017年 - 德爾瑪賽馬場
- 2018年 - 邱吉爾園馬場
- 2019年 - 聖雅尼塔馬場
- 2020年 - 堅蘭馬場
- 2021年 - 德爾瑪賽馬場
- 2022年 - 堅蘭馬場
- 2023年 - 聖雅尼塔馬場
- 2024年 - 德爾瑪賽馬場

## 外部連結
- 官方網站 （页面存档备份，存于）